# أندرو ميلر (روائي)
أندرو ميلر (بالإنجليزية: Andrew Miller)‏ (29 أبريل 1960 في برستل - )؛ كاتب، وروائي من المملكة المتحدة.

## الجوائز
- الجائزة التذكارية لجيمس تايت بلاك [الإنجليزية]‏
- زميل في الجمعية الملكية للأدب

## روابط خارجية
- أندرو ميلر على موقع مونزينجر (الألمانية)
- أندرو ميلر على موقع ميوزك برينز (الإنجليزية)